# Lentilly
Lentilly ist eine französische Gemeinde mit 6541 Einwohnern (Stand 1. Januar 2022) im Département Rhône in der Region Auvergne-Rhône-Alpes.

## Geografie
Die Gemeinde Lentilly liegt zwischen dem 20 Kilometer entfernten Lyon und dem acht Kilometer enferten L’Arbresle.
Der Schatz von Lentilly ist eine Sammlung von etwa 210 Goldmünzen, die 1866 Lentilly entdeckt wurden. Er stellt sowohl hinsichtlich seines Volumens als auch hinsichtlich der Qualität der Münzen den bedeutendsten Geldfund in der Region Rhône-Alpes nach dem Sturz Neros dar.

## Bevölkerungsentwicklung
| Jahr                       | 1962 | 1968 | 1975 | 1982 | 1990 | 1999 | 2009 | 2016 |
| -------------------------- | ---- | ---- | ---- | ---- | ---- | ---- | ---- | ---- |
| Einwohner                  | 1257 | 1434 | 2113 | 2537 | 3819 | 4719 | 5296 | 5793 |
| Quellen: Cassini und INSEE |      |      |      |      |      |      |      |      |

## Gemeindepartnerschaft
- Malterdingen, Deutschland, seit 1994

## Persönlichkeiten
- Jean-Jacques de Boissieu (1736–1810), Bürgermeister
- Daniel Rebillard (* 1948), Radsportler
- Lionel Régal (1975–2010), Bergrennfahrer